# Utah Royals FC
Der Utah Royals FC war ein Frauenfußballfranchise aus Sandy im Großraum Salt Lake City in Utah, das von  2018 bis 2020 in der National Women’s Soccer League spielte, der höchsten Liga im Frauenfußball in den USA. 
Am 7. Dezember 2020 gab die NWSL bekannt, dass die Royals ihren Spielbetrieb einstellen und alle Verträge auf das neu gegründete Franchise Kansas City NWSL übergehen. Jedoch haben die neuen Eigentümer des Utah Soccer LLC die Option, den Klub im Jahr 2023 zu reaktivieren.

## Geschichte
Am 16. November 2017 teilte das Franchise Real Salt Lake aus der Major League Soccer mit, dass es ein Team der National Women’s Soccer League übernommen hat.
Vier Tage später kündigte die NWSL an, dass der FC Kansas City sein Team auflöst und die Spielerverträge, Draft Picks und weitere Rechte an das neue Franchise überträgt.
Anschließend verkündete das neue Team am 27. November 2017 die Verpflichtung von Laura Harvey als Trainerin und veröffentlichte am 1. Dezember den Namen des neuen Teams und dessen Logo.
Die erste Saison 2018 schloss das Team mit 9 Siegen, 8 Unentschieden und 7 Niederlagen in der regulären Saison auf dem fünften Platz ab, womit die Play-offs der vier besten Teams nur knapp verpasst wurden. Zudem erzielte das Team den zweitbesten Zuschauerschnitt hinter dem Portland Thorns FC mit durchschnittlich fast 10.000 Zuschauern pro Spiel.
Auch in der zweiten Spielzeit verpasste das Team den Einzug in die Play-offs. Am Ende der regulären Saison belegte Utah mit einer ausgeglichenen Bilanz (10 Siege, 4 Unentschieden, 10 Niederlagen) den sechsten Tabellenplatz.

## Stadion
- Rio Tinto Stadium; Sandy (2018–2020)

Der Utah Royals FC trug ebenso wie Real Salt Lake seine Heimspiele im Rio Tinto Stadium (heute: America First Field) in Sandy, Utah aus. Es bietet Platz für insgesamt 20.213 Zuschauer.

## Trainer
- 2018–2020: Laura Harvey
- 2020: Craig Harrington, Amy LePeilbet

## Spielerinnen und Mitarbeiter

### Kader 2020
Stand: 2. Dezember 2020
| Nr. |                    | Position | Name                |
| --- | ------------------ | -------- | ------------------- |
| 1   | Vereinigte Staaten | TW       | Abby Smith          |
| 3   | Vereinigte Staaten | ST       | Tziarra King        |
| 6   | Neuseeland         | AB       | Katie Bowen         |
| 7   | Vereinigte Staaten | AB       | Elizabeth Ball      |
| 8   | Vereinigte Staaten | ST       | Amy Rodriguez       |
| 9   | Vereinigte Staaten | MF       | Lo’eau LaBonta      |
| 10  | Kanada             | MF       | Diana Matheson      |
| 11  | Kanada             | MF       | Desiree Scott       |
| 12  | Vereinigte Staaten | ST       | Taylor Lytle        |
| 14  | Vereinigte Staaten | AB       | Gaby Vincent        |
| 15  | Vereinigte Staaten | ST       | Michele Vasconcelos |

| Nr. |                    | Position | Name                  |
| --- | ------------------ | -------- | --------------------- |
| 17  | Vereinigte Staaten | ST       | Arielle Ship          |
| 18  | Vereinigte Staaten | TW       | Nicole Barnhart       |
| 19  | Vereinigte Staaten | AB       | Michelle Maemone      |
| 20  | Vereinigte Staaten | AB       | Mallory Weber         |
| 22  | Vereinigte Staaten | AB       | Maddie Nolf           |
| 24  | Vereinigte Staaten | AB       | Taylor Leach          |
| 25  | Vereinigte Staaten | ST       | Brittany Ratcliffe    |
| 29  | Vereinigte Staaten | MF       | Kate Del Fava         |
| 42  | Vereinigte Staaten | ST       | Raisa Strom-Okimoto   |
| 66  | Island             | MF       | Gunnhildur Jónsdóttir |

### Trainerstab
- Amy LePeilbet (Trainerin)
- Louis Lancaster (Co-Trainer)
- Caitlin Young (Co-Trainerin)

## Saisonstatistik
| Jahr | Liga | Reguläre Saison | Play-offs          | Zuschauerdurchschnitt 1 | Erfolgreichste Torschützin 1 |
| ---- | ---- | --------------- | ------------------ | ----------------------- | ---------------------------- |
| 2018 | NWSL | 5. Platz        | nicht qualifiziert | 9.466                   | Katie Stengel (6)            |
| 2019 | NWSL | 6. Platz        | nicht qualifiziert | 10.774                  | Amy Rodriguez (9)            |